# Apariencia física

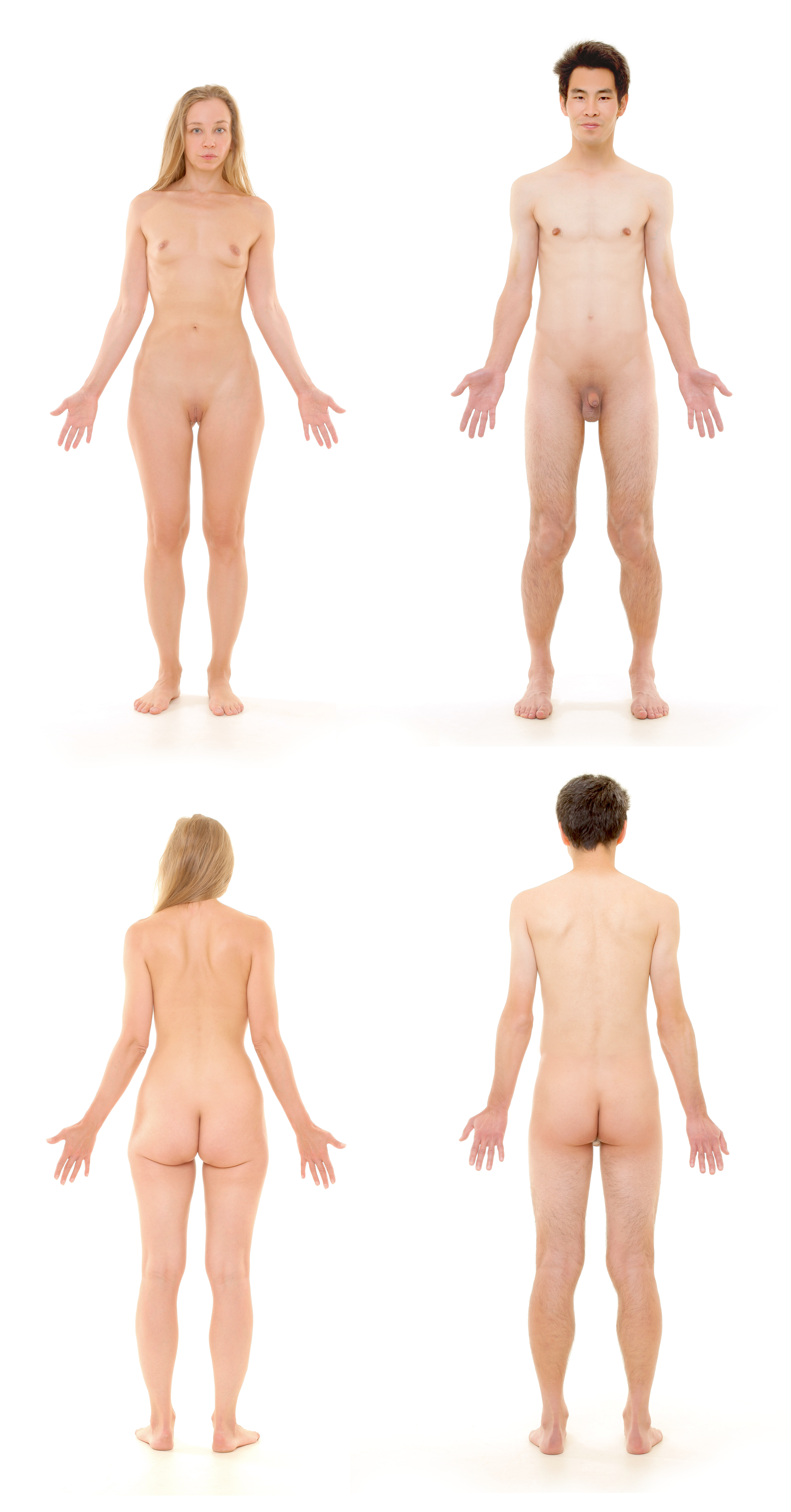
La apariencia física de una persona es como la ven y perciben otros individuos y/o personas. Es uno de los componentes principales de la comunicación no verbal.
Su evaluación se suele centrar en:[cita requerida]
- El aseo y la compostura del sujeto y la personalidad.
- La naturalidad y la Extroversión de su comportamiento.
- La corrección formal del habla.
- La propiedad de los modales.
- Su reacción a las alabanzas o críticas.
- El carisma.
- Su forma de vestir.
- El cabello y piel sanos.
- Una sonrisa agradable.
- Estatura y partes del cuerpo proporcionales.

La apariencia física también influye en la sociedad a la hora de relacionarnos con los demás, esto suele pasar ya que la televisión y otros medios han hecho que las personas tengan en cuenta a la hora de contratar a alguien, también la apariencia física es importante para ciertas personas a la hora de hacer amistad.

## Apariencia física en niños preescolares
Cuando somos bebés nuestros cuerpos contienen mucha grasa, pero esta grasa va desapareciendo mientras nuestra altura va aumentando, lo cual le da una apariencia más fuerte y sólida al cuerpo. Muchas veces el cuerpo no logra desarrollar bien los músculos a temprana edad y esto produce un aspecto muy frágil —lo cual no es algo alarmante, ya que logrará desarrollar su apariencia con el paso del tiempo por el simple hecho de que todos somos totalmente diferentes.
En la apariencia del rostro del niño se apreciarán varios cambios. Es en esta etapa cuando la cara crece y se definen los rasgos; el cráneo puede crecer, su hueso mandibular tendrá una pronunciación y se volverá más ancho para que los dientes que están a punto de crecer tengan suficiente espacio.
Después de haber comenzado esta etapa se notarán cambios en la estatura, peso y tallas. También podrán notarse ciertos problemas en la apariencia del niño, como sobrepeso cuando el peso parezca aumentar mucho más que la estatura, o bien si la estatura no presenta aumentos tal vez presente algún problema de crecimiento.

## Apariencia física en la adolescencia
La preocupación por la apariencia física es uno de los factores cruciales que provocan que los adolescentes estén más receptivos a la mercadotecnia. Al ser ellos más sensibles a temas enfocados a la nutrición o aspectos estéticos ocasiona que el adolescente escoja un modelo a seguir con el objetivo final de lograr tener una buena apariencia física. Y es ahí cuando pueden ocurrir trastornos alimenticios.

## Morfotipos/Biotipos
El morfotipo (o biotipo) se define como la categoría en la que el individuo es clasificado de acuerdo a sus formas.
Existen tres tipos de físico humano o morfotipos: 
- Endomorfo: blando, redondo, gordo. La endomorfia es el predominio de las formas blandas y hay una predisposición a la gordura, por ejemplo: Sancho Panza.
- Mesomorfo: robusto, musculoso, atlético. En la mesomorfia, hay un predominio de las masas musculares y huesos, por ejemplo: Hércules.
- Ectomorfo: alto, delgado, frágil. La ectomorfia es el predominio de formas lineales, generalmente es gente delgada y angosta, por ejemplo: Don Quijote.[4]

Aunque exista una clasificación de individuo, las personas no solamente son un solo componente, generalmente son combinaciones de estos, los cuales son genéticamente determinados.